# Án lệ 45/2021/AL
Án lệ 45/2021/AL về xác định bị cáo phạm tội "Giết người" thuộc trường hợp "Phạm tội chưa đạt" là án lệ công bố thứ 45 thuộc lĩnh vực hình sự của Tòa án nhân dân tối cao tại Việt Nam, được Hội đồng Thẩm phán thông qua, Chánh án Nguyễn Hòa Bình ra quyết định công bố ngày 31 tháng 12 năm 2021, và có hiệu lực cho tòa án các cấp trong cả nước nghiên cứu, áp dụng trong xét xử từ ngày 1 tháng 2 năm 2022. Án lệ 45 dựa trên nguồn là Bản án hình sự phúc thẩm số 395 ngày 24 tháng 9 năm 2021 của Tòa án nhân dân cấp cao tại Hà Nội về vụ án hình sự tội giết người, nội dung xoay quanh các vấn đề về tội giết người, yếu tố mang tính tước đoạt tính mạng, tỷ lệ tổn hại sức khỏe người bị hại và hành vi phạm tội chưa đạt. Án lệ này do Ủy ban Thẩm phán Tòa án nhân dân cấp cao tại Hà Nội đề xuất.
Trong vụ việc, Thanh Sò là người đứng đầu của một băng đảng thanh thiếu niên lang thang ở Hà Nội, yêu một cô gái ở đây rồi chia tay. Sau đó, khi biết được người yêu cũ yêu một người khác từng là thành viên trong băng nhóm, Thanh Sò đã phát sinh thù hận, kéo nhóm 12 người trong đó có Vinh Bốp, An Khánh, Hoàng Tùng, Đạt Sò tìm kiếm người đó để đánh đập. Sau những diễn biến của quá trình hành hung tàn bạo, người bị hại chấn thương sọ não nghiêm trọng, sống thực vật, các bị cáo bị bắt giữ và truy tố, trải qua sơ thẩm, phúc thẩm và tuyên án về tội giết người. Một phần nội dung nhận định của cơ quan xét xử trong vụ án này được lựa chọn và công bố trở thành án lệ để lý giải hành vi tước đoạt tính mạng của tội giết người nhưng phạm tội chưa đạt.

## Nội dung vụ án

### Giai đoạn đầu
Bốn người Nguyễn Bá Thanh (biệt danh Thanh "Sò"), Phạm Quang Vinh (biệt danh Vinh "Bốp"), Phạm Hoàng Tùng và Nguyễn Đinh An Khánh là bạn bè xã hội. Đầu năm 2018, Thanh Sò có quan hệ tình cảm với Lê Minh A (gọi tắt: chị A), đến cuối năm này thì hai người chia tay nhau. Sau đó, Thanh Sò vẫn còn tình cảm, qua tìm hiểu thì biết chị A chuyển sang yêu Hồng Quốc A (gọi tắt: anh A), trong khi anh A cũng là bạn cũ trong nhóm của Thanh Sò, nên Thanh Sò tỏ ra bực tức và muốn tìm đánh anh A để trả thù. Khoảng 23 giờ 30 phút ngày 5 tháng 1 năm 2019, sau khi uống rượu, Thanh Sò gọi cho An Khánh để hỏi về chuyện anh A yêu chị A, tức người Thanh Sò yêu, đồng thời hẹn An Khánh ra khu vực chợ Mơ ở phường Bạch Mai, quận Hai Bà Trưng, Hà Nội để nói chuyện. Lúc này, nhóm An Khánh có bốn người đang đi chơi cùng những người khác là Nguyễn Hữu Nam Sơn, Vũ An Khang và Kiên, trên ba chiếc xe máy ở khu vực gần cầu Chương Dương, An Khánh nhận điện thoại của Thanh Sò nên rủ Nam Sơn, Khang, Kiên cùng đi ra khu vực chợ Mơ để gặp Thanh Sò.
| “                                              | Nó chơi với tao mà nó cắn tao, nó ăn lại người yêu của tao, mày dẫn tao sang tiêu diệt nó. | ” |
| —Nguyên văn lời Thanh Sò, lời khai các bị cáo. |                                                                                            |   |

Thanh Sò gọi điện cho An Khánh xong thì gặp Vinh Bốp ở khu vực đường C nên bảo Vinh Bốp đi cùng có việc, chưa nói lý do cụ thể. Hai người đi xe máy ra khu vực nóc hầm Kim Liên, quận Đống Đa thì gặp Hoàng Tùng cùng Phan Tuấn Anh và Đạt Sò, Dương Rau cộng thêm hai thanh niên khác. Đạt Sò hỏi Thanh Sò đi đâu thì Thanh Sò trả lời là tìm anh A, và hỏi lại là có đi cùng không thì Đạt Sò, Hoàng Tùng, Tuấn Anh, Dương Rau và hai thanh niên kia đều đồng ý đi cùng. Sau đó, tám người di chuyển bằng xe máy từ nóc hầm Kim Liên đến khu vực chợ Mơ. Tại đây, nhóm của Thanh Sò gặp nhóm bốn người An Khánh, tạo thành nhóm 12 người. Trong nhóm chỉ có An Khánh biết nhà anh A nên Thanh Sò bảo An Khánh dẫn đường. Lúc này, An Khánh hỏi lại rằng có chuyện gì xảy ra và Thanh Sò đã trả lời một cách điên tiết và đầy bạo lực, sau đó dọa nếu An Khánh không chỉ đường thì sẽ coi Khánh là kẻ thù. Do nể nang nên An Khánh đồng ý dẫn đường cho Thanh Sò và cả nhóm sang nhà anh A ở quận Long Biên. Trước khi đi, Thanh Sò bảo nhóm vào đổ xăng tại cây xăng đường Vĩnh Tuy cạnh cầu để hắn trả tiền, đồng thời bảo Vinh Bốp đi lấy hung khí nhưng An Khánh và Vinh Bốp ngăn lại nên thôi. Sau đó, 12 người đi bằng năm chiếc xe máy, trong đó Tuấn Anh và Hoàng Tùng đi xe wave màu xanh, An Khánh và Kiên đi xe wave màu đen, cùng sang phường Ngọc Thụy.

### Gây án
Khi An Khánh đưa nhóm đến trước nhà anh A, Thanh Sò gọi nhưng anh A không xuống gặp, Thanh Sò dọa khiến anh A sợ và đi xuống gặp để nói chuyện, còn các thành viên còn lại đi ra phía ngoài ngõ đứng chờ. Trong lúc nói chuyện, Thanh Sò có nhiều câu hỏi về mối quan hệ giữa anh A và chị A, anh A không thừa nhận khiến Thanh Sò quát dạng miệt thị, chửi rủa. Lúc này, Vinh Bốp đi vào gọi anh A ra nói chuyện, khi anh A đi ra đầu ngõ, đến vị trí Hoàng Tùng đang đứng thì Tùng nói rằng "Thằng này nhìn đẹp trai thế này mà đi cướp người yêu". Nghe vậy, anh A huých vào vai Hoàng Tùng thì bị Tùng dùng chân đá hai phát vào chân. Khi anh A ra đến đầu ngõ nơi cả nhóm đang đỗ xe thì Vinh Bốp bảo ngồi xuống. Hoàng Tùng đi đến dùng chân phải đá một phát vào vùng đầu gối của anh A, rồi chạy đi lấy gậy và gạch để đánh thì được Tuấn Anh can ngăn nên Tùng vứt gạch và gậy đi.
| “                                              | Mày nằm im đấy, mai tao không thấy mày nằm đấy thì tao đánh mày tiếp. | ” |
| —Nguyên văn lời Vinh Bốp, lời khai các bị cáo. |                                                                       |   |

Lúc này, Thanh Sò lệnh cho Đạt Sò đánh anh A, nói "Đạt nện nó", thì Đạt Sò lao vào dùng chân đá anh A làm bị hại ngã nghiêng người. Vinh Bốp lao vào kéo anh A lên và nói "Mày biết đòn tù thế nào không?" thì anh A gạt tay Vinh Bốp ra, Vinh dùng đầu gối thúc một cái vào vùng hông của anh A, rồi anh A lùi ra vị trí ban đầu khoảng một mét thì bị Đạt Sò lao vào dùng chân đá một phát vào mặt làm anh A ngã xuống đường, nằm trong tư thế hai tay ôm đầu. Đạt Sò tiếp tục dùng chân dẫm vào vùng đầu của anh A, Hoàng Tùng lao vào dùng chân đạp vào vùng lưng. Cùng lúc, Thanh Sò đi từ trong ngõ ra và nói với Vinh Bốp là "Gỗ kìa", đồng thời chỉ cho Vinh miếng gỗ có diện tích khoảng (40x60) cm ở gần đấy. Vinh đã nhặt miếng gỗ vung lên đập vào vùng đầu anh A, làm miếng gỗ bị tách làm đôi. Lúc này, An Khánh và Kiên chứng kiến nhóm của Thanh Sò đánh anh A xong và lên xe đi về, Đạt Sò tiếp tục nhặt mảnh gỗ bị vỡ để đập vào anh A. Khi bị hại vẫn nằm trên đường, Tùng lao đến dùng chân dẫm một cái vào vùng mặt anh A thì Thanh Sò nói "Mày giết nó à", rồi Vinh lấy xe máy để về, khi đến vị trí anh A nằm thì dùng lời đe dọa bị hại và Thanh Sò cũng nói "Mày chết chưa" nhưng anh A chỉ cựa người không nói được gì. Sau đó tất cả các đối tượng lên xe đi về, anh A được người dân xung quanh đưa đi cấp cứu tại Bệnh viện Việt Đức.

### Điều tra
Ngày 8–10 tháng 1 năm 2019, Cơ quan Cảnh sát điều tra Công an quận Long Biên thực hiện bắt người bị giữ trong trường hợp khẩn cấp đối với An Khánh, Hoàng Tùng, Vinh Bốp. Sau khi xảy ra vụ việc, Thanh Sò đã bỏ trốn đến ngày 14 tháng 7 năm 2019 thì ra đầu thú, còn đối với Đạt Sò, Dương Rau và hai người còn lại chưa rõ lai lịch, cơ quan điều tra tiếp tục truy bắt. Vụ án sau đó được chuyển đến Cơ quan Cảnh sát điều tra Công an thành phố Hà Nội để giải quyết theo thẩm quyền. Trung tâm Pháp y, Sở Y tế Hà Nội giám định bị hại xác định anh A bị gãy xương chính mũi, tụ dịch xoang hàm xoang bướm hai bên, tụ máu dưới màng cứng bán cầu trái, tụ máu khoang dưới nhện, phù não xoá ranh giới các cuộn não cả hai bán cầu, đường giữa lệnh phải, hệ thống não mất cân đối, tụ máu dưới da đầu đỉnh phải, sưng nề trán thái dương trái, bầm tím sưng nề cánh cẳng tay hai bên, sưng nề vai, mu bàn tay trái. Kết luận anh A bị chấn thương sọ não, sống thực vật. Thời điểm giám định chưa đánh giá được mức độ di chứng do chấn thương sọ não gây nên, và đề nghị giám định bổ sung khi ra viện. Nhiều khả năng các thương tích do vật tày gây nên, tỉ lệ tổn hại sức khoẻ là 100%.
Cũng trong giai đoạn điều tra vụ án, về vấn đề dân sự, đại diện hợp pháp của bị hại Hồng Quốc A là Phạm Thanh T xác nhận đại diện gia đình các bị cáo Hoàng Tùng, An Khánh và Vinh Bốp đã bồi thường cho gia đình bà với tổng số tiền là 75 triệu đồng. Bà tiếp tục yêu cầu các bị cáo bồi thường cho bị hại khi vụ án được đưa ra xét xử.

## Xét xử sơ thẩm
Ngày 18 tháng 5 năm 2020, Toà án nhân dân thành phố Hà Nội mở phiên hình sự sơ thẩm tại trụ sở tòa ở số 43 đường Hai Bà Trưng, phường Trần Hưng Đạo, quận Hoàn Kiếm ra   đã quyết định tuyên bố các bị cáo Thanh Sò, Vinh Bốp, Hoàng Tùng và An Khánh phạm tội giết người có tính chất côn đồ, là đồng phạm, phải công khai xin lỗi, bồi thường thiệt hại cho người bị hại, giảm nhẹ trách nhiệm hình sự khi thành khẩn khai báo ăn năn hối cải với cả bốn người. Với Thành Sò là chủ mưu, tăng nặng trách nhiệm khi tái phạm và xúc giục người dưới 18 tuổi phạm tội, phạt tù chung thân. Với ba người còn lại được giảm nhẹ hình phạt do không phải chủ mưu, tù có thời hạn, cụ thể Vinh Bốp chịu 20 năm tù, Hoàng Tùng 12 năm và An Khánh là 11, thời hạn được tính từ lúc bị bắt khẩn cấp. Về trách nhiệm dân sự, tòa buộc các bị cáo phải bồi thường cho người bị hại do mẹ đại diện số tiền 1.104.069.000 đồng. Trong đó chia theo phần là Thanh Sò chịu 400 trăm triệu đồng; Vinh Bốp 300 triệu đồng, đã bồi thường được 5 triệu đồng, còn phải bồi thường 295 triệu đồng; Hoàng Tùng 250 triệu đồng, đã bồi thường được 65 triệu đồng, còn phải bồi thường 185 triệu đồng; An Khánh 154,069 triệu đồng, đã bồi thường được 5 triệu đồng, còn phải bồi thường 149,069 triệu đồng. Ngoài ra, tòa còn quyết định về lãi suất chậm trả, xử lý vật chứng, án phí và thông báo quyền kháng cáo theo quy định của pháp luật.
Khoảng một tuần sau, Thanh Sò, Vinh Bốp, An Khánh lần lượt có đơn kháng cáo xin giảm nhẹ hình phạt, Hoàng Tùng không kháng cáo. Ngày 29 tháng 5, mẹ của anh A có đơn kháng cáo đề nghị tăng hình phạt đối với các bị cáo và cho rằng việc giảm nhẹ hình phạt cho An Khánh là không đúng, số tiền bồi thường không đáng kể gì so với tổn thất đã bỏ ra để cứu chữa anh A, đề nghị xem xét lại bản án. Ngày 26 tháng 5, Viện trưởng Viện kiểm sát nhân dân thành phố Hà Nội kháng nghị bản án sơ thẩm, theo hướng tăng hình phạt đối với bị cáo Vinh Bốp, giảm nhẹ hình phạt cho bị cáo An Khánh.

## Xét xử phúc thẩm

### Trình bày của các bên
Ngày 24 tháng 9 năm 2021, Tòa án nhân dân cấp cao tại Hà Nội mở phiên hình sự phúc thẩm tại trụ sở tòa ở ngõ 1, phố Phạm Văn Bạch, phường Yên Hòa, quận Cầu Giấy. Tại phiên phúc thẩm, các bị cáo giữ nguyên kháng cáo xin giảm nhẹ hình phạt, người đại diện hợp pháp cho bị hại rút toàn bộ kháng cáo, đề nghị giảm nhẹ hình phạt cho các bị cáo Vinh Bốp, Hoàng Tùng, An Khánh. Đại diện Viện kiểm sát nhân dân cấp cao tại Hà Nội rút toàn bộ kháng nghị, đề nghị giữ nguyên hình phạt đối với Thanh Sò, giảm nhẹ hình phạt cho ba bị cáo còn lại, mỗi bị cáo khoảng từ 6–12 tháng tù do tại phiên toà phúc thẩm các bị cáo này có thêm tình tiết giảm nhẹ mới là bồi thường thiệt hại.
Trong phiên tòa, các luật sư bào chữa và các bị cáo trình bày hoàn cảnh riêng của từng người đều có cuộc sống khó khăn, xin lỗi người bị hại, xin giảm nhẹ hình phạt. Phía bị cáo Thanh Sò trình bày từ nhỏ đã không biết mặt cha, mẹ lao động tự do, thu nhập thấp, bị cáo không biết chữ, không có nghề nghiệp, sau khi phạm tội bị cáo rất hối hận, mong được xem xét giảm nhẹ hình phạt; phía bị cáo Hoàng Tùng đề nghị xem xét giảm hình phạt vì khi phạm tội mới 15 tuổi 4 tháng, mẹ mất sớm, có ông nội được thưởng Huân chương Kháng chiến, sau khi xét xử đã tác động gia đình bồi thường thêm số tiền 35 triệu đồng; phía bị cáo Vinh Bốp trình bày bị cáo tác động bà nội bồi thường thêm cho bị hại số tiền 300 triệu đồng và xuất trình bằng tổ quốc ghi công của liệt sĩ Nguyễn Văn A là cậu của bị cáo nên đề nghị giảm hình phạt cho bị cáo; bị cáo An Khánh xin lỗi gia đình bị hại về hành vi phạm tội đồng thời tác động gia đình thực hiện nghĩa vụ thi hành bản án, bồi thường cho bị hại số tiền 150 triệu đồng, đề nghị được giảm nhẹ hình phạt.
Luật sư của bị cáo An Khánh cho rằng việc truy tố bị cáo ở mức đặc biệt nghiêm trọng trên 12 năm tù về tội giết người của Bộ luật Hình sự 2015 là không phù hợp mà cần áp dụng Án lệ 17 để xét xử bị cáo về việc giảm nhẹ hình phạt, việc rút kháng nghị bất lợi cho bị cáo là không đúng quy định tại Điều 336, Bộ luật Tố tụng hình sự 2015, trong khi đại diện Viện kiểm sát tranh luận giữ nguyên quan điểm đã nêu trên. Đại diện hợp pháp của anh A xác nhận gia đình Vinh Bốp và An Khánh đã thực hiện xong trách nhiệm bồi thường dân sự theo bản án sơ thẩm, bị cáo Hoàng Tùng bồi thường thêm 35 triệu đồng.

### Nhận định của tòa án

#### Tính chất vụ án
Tòa án nhân dân cấp cao tại Hà Nội, nhận định.
Trên cơ sở nội dung vụ án, căn cứ vào kết quả tranh tụng tại phiên tòa, Hội đồng xét xử nhận định rằng cơ quan tiến hành tố tụng tại giai đoạn sơ thẩm đã thực hiện đúng thẩm quyền, trình tự, thủ tục theo quy định của Bộ luật Tố tụng hình sự. Tại phiên tòa phúc thẩm, Viện kiểm sát nhân dân cấp cao tại Hà Nội rút toàn bộ kháng nghị, đại diện hợp pháp cho bị hại rút kháng cáo về việc tăng hình phạt đối với bị cáo nên Hội đồng xét xử đình chỉ việc xét xử phúc thẩm đối với kháng nghị và kháng cáo nêu trên. Các bị cáo đã khai nhận hành vi của mình như nội dung bản án sơ thẩm đã nêu, lời khai nhận phù hợp nhau, phù hợp với lời khai của người làm chứng, kết luận giám định và các tài liệu, chứng cứ khác đã được thẩm tra, đủ cơ sở kết luận rằng khoảng 1 giờ ngày 6 tháng 1 năm 2019, vì ghen tuông với anh A nên Thanh Sò đã bảo An Khánh dẫn đường và rủ Vinh Bốp, Hoàng Tùng và các đối tượng khác đến nhà anh A. Khi đến nơi, Thanh Sò chỉ đạo Tùng, Vinh và các đối tượng khác dùng tay, chân và thanh gỗ liên tục tấn công người bị hại dẫn đến anh A bị các chấn thương như cơ quan giám định kết luận, tỷ lệ tổn hại sức khoẻ là 100%. Như vậy, trong vụ án này, các bị cáo đã cố ý thực hiện hành vi nhằm tước đoạt đoạt tính mạng của bị hại nhưng hậu quả chết người không xảy ra, thuộc trường hợp phạm tội chưa đạt quy định tại Điều 15 Bộ luật Hình sự.

#### Các bị cáo
Xét Thanh Sò, đây là người khởi xướng, rủ rê, chỉ huy người khác thực hiện hành vi phạm tội. Mặc dù không trực tiếp đánh bị hại nhưng đã chỉ đạo những người khác đánh anh A, xúi giục Tùng – người dưới 18 tuổi phạm tội. Thanh Sò có nhân thân xấu, lần này phạm tội thuộc trường hợp tái phạm khi đã từng có tiền án nên cấp sơ thẩm xác định rằng người này có vai trò chính trong vụ án là đúng. Theo quy định pháp luật về xét hình phạt trong trường hợp phạm tội chưa đạt, đối chiếu hậu quả hành vi phạm tội thì việc áp dụng hình phạt chung thân đối với bị cáo là không phù hợp nên cần sửa bản án sơ thẩm, giảm hình phạt đối với Thanh Sò. Mặc dù đã đầu thú, tỏ ra ăn năn hối cải nhưng với tính chất, mức độ hành vi phạm tội, vai trò của Thanh Sò và hậu quả đã gây ra thì cần áp dụng hình phạt mức tối đa của quy định trên nhằm cải tạo, giáo dục bị cáo và răn đe, phòng ngừa chung, tức 20 năm tù.
Xét Vinh Bốp, mặc dù không có mâu thuẫn gì với anh A nhưng Thanh Sò rủ đi trả thù thì Vinh Bốp đồng ý ngay. Đến nơi, khi Đạt Sò đá anh ngã nghiêng người thì Vinh Bốp lao vào tấn công bằng tay và thanh gỗ, khi đi về còn nói lời đe dọa "Mày nằm im đấy, mai tao không thấy mày nằm đấy thì tao đánh mày tiếp". Với chuỗi hành vi nói trên thể hiện vai trò của hắn là người thực hành tích cực, trực tiếp tấn công bị hại, khi anh A mất khả năng tự vệ thì bỏ mặc nạn nhân nên hành vi đó cần phải xử phạt nghiêm. Tuy nhiên, hắn là đối tượng bị Thanh Sò rủ rê, đã bồi thường thêm cho gia đình bị hại được 305 triệu đồng, gia đình có người thân có công cho đất nước. Như vậy, Vinh Bốp được áp dụng thêm tình tiết giảm nhẹ mới về việc tự nguyện sửa chữa, nên có căn cứ chấp nhận kháng cáo, giảm một phần hình phạt.
Xét An Khánh, đây là đối tượng duy nhất biết nhà anh A, kết quả tranh tụng tại phiên tòa cho thấy người này biết rõ việc dẫn Thanh Sò và nhóm khác đến tìm bị hại để đánh nhưng vẫn thực hiện vì nể Thanh Sò. An Khánh không tham gia đánh anh A nhưng có mặt tại hiện trường, chứng kiến nhiều người tấn công người bị hại một cách tàn nhẫn mà không can ngăn. Hành vi của bị cáo đã cố ý đặt nạn nhân vào tình trạng nguy hiểm đến tính mạng, có thái độ thờ ơ để mặc diễn biến trong khi có thể thấy trước hậu quả có thể xảy ra vì vậy cấp sơ thẩm xác định An Khánh đồng phạm với các bị cáo khác với cùng tội danh và khung hình phạt là có căn cứ. Xem xét tình huống và diễn biến hành vi của người này không phù hợp nội dung Án lệ 17 nên không đủ căn cứ áp dụng án lệ trên như quan điểm của luật sư đề nghị. Xét bị cáo có vai trò đồng phạm giúp sức, có ăn năn hối hận, có bồi thường toàn bộ. Do đó, tòa phúc thẩm nhận định An Khánh được áp dụng thêm các tình tiết giảm nhẹ.
Xét Hoàng Tùng, mới 15 tuổi 4 tháng khi phạm tội, người này bị Thanh Sò rủ rê, xúi giục phạm tội nhưng lại là người thực hành tích cực. Hành vi của Tùng góp phần gây nên hậu quả làm anh A bị tổn hại sức khỏe 100%, vì vậy cấp sơ thẩm áp dụng hình phạt tù, cách ly bị cáo ra khỏi xã hội một thời gian để cải tạo giáo dục là có cơ sở. Mặc dù Hoàng Tùng không kháng cáo nhưng đối chiếu các quy định về trách nhiệm hình sự của người dưới 18 tuổi, thì cần xem xét áp dụng hình phạt tối đa không quá ½ mức phạt tù mà điều luật quy định. Cấp sơ thẩm xét xử bị cáo 12 năm tù là vượt quá phạm vi quy định đối với người chưa thành niên tại nên cần điều chỉnh lại cho phù hợp. Mặt khác, Hoàng Tùng có vai trò giúp sức, sau khi xét xử sơ thẩm gia đình đã bồi thường thêm nên có căn cứ giảm hình phạt.

#### Quyết định
Từ những nhận định này, tòa phúc thẩm dựa trên thẩm quyền, sửa án sơ thẩm, tuyên đình chỉ giải quyết theo thủ tục phúc thẩm đối với kháng nghị của Viện trưởng Viện kiểm sát nhân dân thành phố Hà Nội và kháng cáo của người đại diện hợp pháp cho bị hại, tuyên tội giết người, chấp nhận kháng cáo của các bị cáo, giảm hình phạt cho bốn bị cáo, chủ mưu và đồng phạm. Cụ thể, xử phạt Thanh Sò 20 năm tù, Vinh Bốp 19 năm tù, An Khánh 10 năm tù, và Hoàng Tùng 9 năm tù. Tòa phúc thẩm ghi nhận các bị cáo đã bồi thường cho người bị hại theo bản án sơ thẩm, xác nhận bị cáo Vinh Bốp và An Khánh đã bồi thường nhiều hơn trách nhiệm dân sự trong án sơ thẩm là tự nguyện, không yêu cầu trả lại.